# Secrets (pel·lícula de 1924)
Secrets és una pel·lícula muda dirigida per Frank Borzage i protagonitzada per Norma Talmadge que es va estrenar el 24 de març de 1924. La història, basada en l'obra de teatre homònima de Sam H. Harris, va ser escrita per Rudolph Besier i May Edginton adaptada per Frances Marion. Va ser una de les pel·lícules amb majors ingressos aquell any (1.500.000 dòlars) i va ser considerada com una de les 10 millors pel·lícules d'aquell any en l'enquesta als crítics feta per The Film Daily.

## Argument

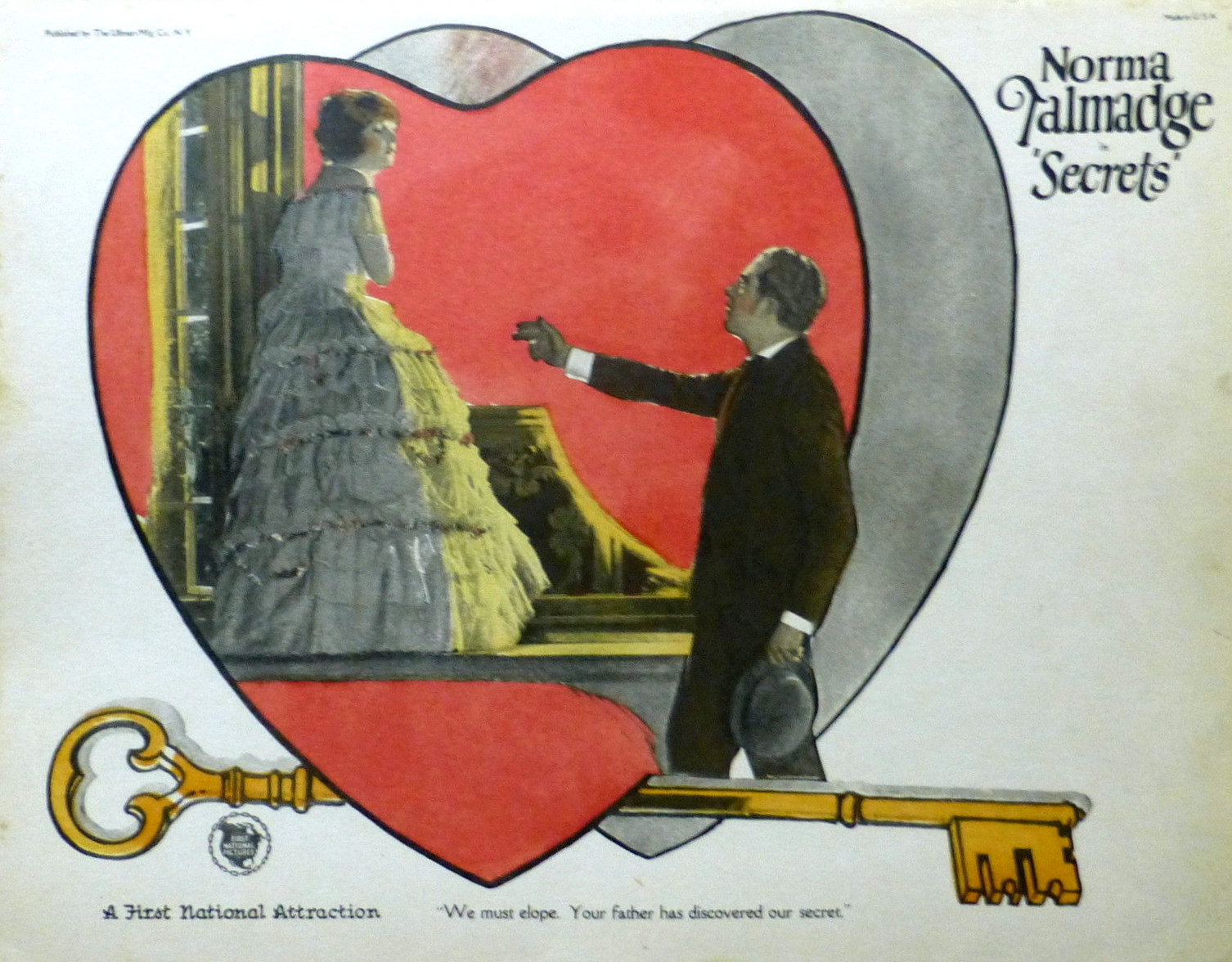
Propaganda de la pel·lícula

Mary Carlton, una vella dama cau rendida mentre vetlla John, el seu marit malalt, i aleshores somia la història de la seva llarga relació. La seva infantesa a Anglaterra, quan es va enamorar de John i la seva família la va tancar amb clau per evitar que es veiessin. La fuga dels enamorats als Estats Units on van a viure a l'oest en un ranxo. Com ella li salva la vida. Com més endavant a John li arriba la fortuna i esdevé ric. El retorn a Anglaterra, la confessió d'ell de les aventures que ha tingut amb altres dones i el perdó d'ella. En aquell moment, ella es desvetlla i troba que el seu marit ha superat la crisi.

## Repartiment
- Norma Talmadge (Mary Carlton)
- Eugene O'Brien (John Carlton)
- Gertrude Astor (Mrs. Estelle Manwaring)
- George Nichols (William Marlowe)
- Winter Hall (Dr. Arbuthnot)
- Frank Elliott (Robert Carlton)
- George Cowl (John Carlton Jr.)
- Clarissa Selwynne (Audrey Carlton)
- Florence Wix (Lady Lessington)
- Patterson Dial (Susan)
- Emily Fitzroy (Mrs. Marlowe)
- Claire McDowell (Elizabeth Channing)
- Harvey Clark (Bob)
- Charles Stanton Ogle (Dr. McGovern)
- Donald Keith (John Carlton Jr. al 1888)
- Alice Day (Blanche Carlton al 1888)
- Mae Giraci (Audrey Carlton al1888)

## Fitxa tècnica
- Direcció: Frank Borzage
- Producció: Joseph M. Schenck
- Productora: First National
- Història: Rudolph Besier i May Edginton
- Adaptació: Frances Marion
- Fotografia: Tony Gaudio
- Direcció artística: Stephen Gosoon
- Vestuari: Clare West[6]